# فيكتور ريدبيرغ
أبراهام فيكتور ريدبيرغ (18 ديسمبر 1828-21 سبتمبر 1895) كاتب سويدي وعضو في الأكاديمية السويدية (1877-1895). يُوصف ريدبيرغ بأنه «مثالي كلاسيكي في المقام الأول» ووُصف بأنه «آخر رومانسي سويدي» وبحلول عام 1859 «نُظر إليه عمومًا كرائد بين روائييّ السويد».

## سيرة الحياة

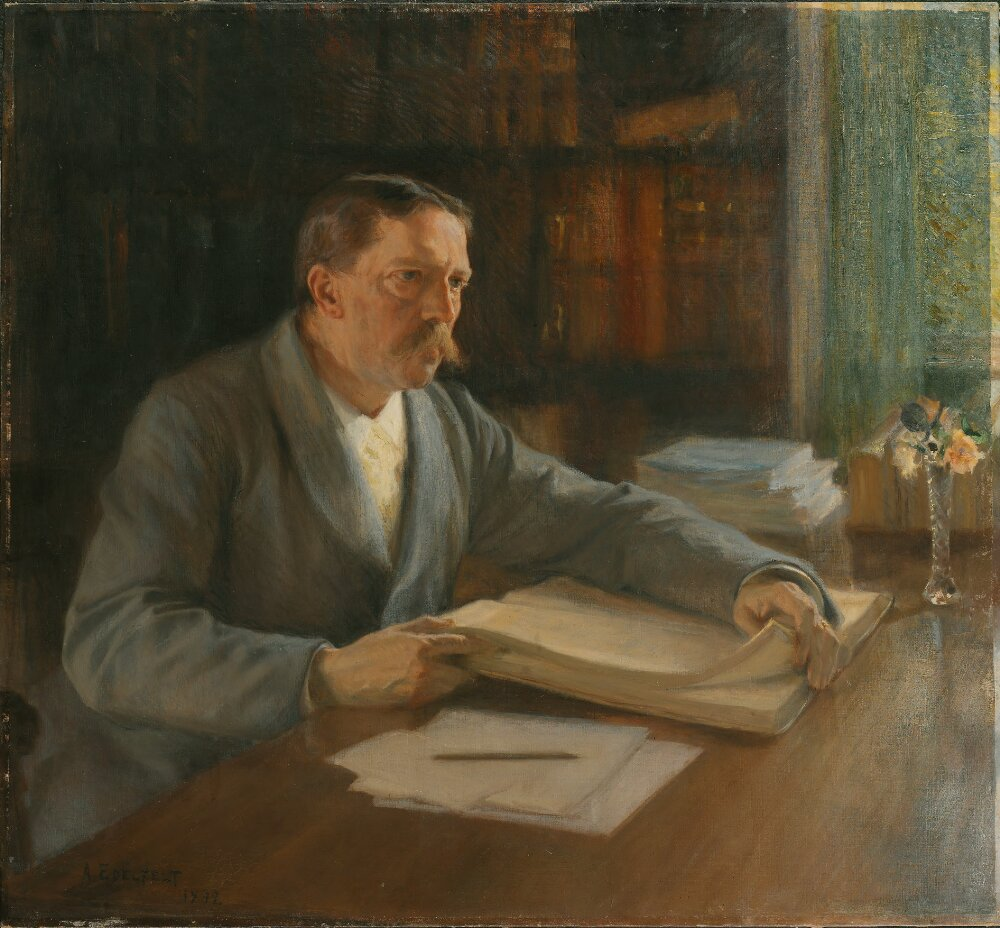
ألبرت إيدلفيلت - فيكتور ريدبيرج، المؤلف - NM 1458 - المتحف الوطني.

ينتمي فيكتور ريدبيرغ إلى أسرة متواضعة. أشار أحد كتّاب السير الذاتية إلى أنّه «عانى مشقّة شديدة لإشباع نهمه للمعرفة التي كانت شغفه الأكبر في الحياة، ولكنه حقق النجاح في نهاية المطاف في عدة مجالات من العلوم». كان ابنًا لجندي تحول إلى حارس سجن، يُدعى يوهان ريدبيرغ، وقابلة قانونية تُدعى هيدفيغ دوكر. كان لفيكتور ريدبيرغ شقيقان وثلاث شقيقات. توفيت والدته في عام 1834 خلال وباء الكوليرا. أدى موتها إلى تحطيم معنويات والده، الذي استسلم للوسواس القهري والإدمان على الكحول، ما ساهم في فقدانه لعمله وشقة العائلة، واضطر السلطات إلى إرسال الشاب فيكتور إلى سلسلة من دور رعاية بديلة، احترق أحدها، ما زاد من صدمة الشاب.
لقي ريدبيرغ اعترافًا بموهبته رغم وضعه الاقتصادي المتواضع. التحق بمدرسة القواعد النحوية من عام 1838 إلى عام 1847، ثم درس القانون في جامعة لوند من عام 1851 إلى عام 1852. توقفت دراسته الجامعية بعد عام واحد، دون أن يحصل على شهادة، نظرًا إلى سوء ظروفه المالية. عمل بعد ذلك كمدرس خصوصي، وفي عام 1855، عُرض عليه العمل في صحيفة أخبار التجارة والملاحة التجارية في غوتنبرغ الشهيرة في مدينة غوتنبرغ، وبقي موظفًا لأكثر من 20 عامًا. نُشرت خلال تلك الفترة رواياته الأولى، وسرعان ما أصبح شخصيةً محوريةً في الحركة الرومانسية المتأخرة في السويد، وبات أشهر مؤلف سويدي حيّ آنذاك.
كان ريدبيرغ نشطًا في السياسة طوال حياته كبالغ. كتب في عام 1859 منشورًا حول الدفاع الوطني، وهو ما ألهم «حركة القناصين» التي كانت ميليشيا تطوعية ذات أهمية سياسية خلال ستينيات القرن التاسع عشر. اتخذ موقفًا مثيرًا للجدل في عام 1859 بتأييده ألمانيا خلال الحرب الفرنسية البروسية. وبتمثيله للنظام الاقتصادي التقليدي للسويد، عمل ريدبيرغ بين عامي 1870-1872 عضوًا في البرلمان السويدي كمؤيد لحزب لانتمانا. كان النائب فيكتور ريدبيرغ مناصرًا لقضية اليهود منذ شبابه، وقد ألقى الخطاب الرئيسي في المناقشة البرلمانية لإقرار قانون يمنح للجميع من غير اللوثريين حقوقًا مدنية كاملة.
عمل بجد من أجل الطبقة العاملة، وفي عام 1906 اعتُبرت أعماله حول مسألة العمل سواء في النثر أو الشعر جزءًا من «كنز هذه الطبقة». دعا أيضًا إلى إصلاح اللغة، وتطهير اللغة السويدية من الكلمات الأجنبية، ولا سيما الألمانية منها. دعا في ذلك الوقت تقريبًا إلى تهجئة أكثر ألمانية لاسمه فيكتور.
ابتكر ريدبيرغ خلال حياته ومسيرته المهنية العديد من الكلمات السويدية التي دام استخدام الكثير منها حتى اليوم، مثل غوداساجا التي تعني الأساطير الأجنبية. رفض في عام 1884 دعم الكاتب اللاسلطوي أوغست ستريندبيرغ في قضية التجديف. صوّت في عام 1888، بصفته عضوًا في هيئة المحلفين في محاكمة الزعيم الاشتراكي هجالمار برانتينغ، لتسليمه إلى السجن بتهمة التجديف. لم يتكلما مع بعضهما البعض مرة أخرى منذ ذلك الحين. عبّر عن قلقه من الرأسمالية غير المنظمة في فجر العصر الصناعي بشكل كامل في قصيدته الشهيرة دن نيا غروتيسانغن (أغنية غروتي الجديدة)، والتي شن فيها هجوما شرسًا على ظروف العمل البائسة في مصانع تلك الحقبة، مستخدمًا مصنع غروتي كخلفية أدبية له.
حصل ريدبيرغ على درجة الدكتوراه الفخرية من جامعة أوبسالا عام 1877 وانتُخب عضوًا في الأكاديمية السويدية في نفس العام، تكريمًا لإنجازاته الأدبية مدى الحياة. عمل منذ عام 1883 كمدرس، ومن عام 1884 كأستاذ لتاريخ الثقافة في ستوكهولمس هوغسكولا، والتي تُعرف الآن بجامعة ستوكهولم، وشغل منذ عام 1889 أول كرسي لتاريخ ونظرية الفن المسمى باسم جيه إيه بيرغ في نفس الجامعة. انتُخب في عام 1889 عضوًا في الأكاديمية الملكية السويدية للعلوم.
توفي ريدبيرغ عن عمر يناهز 66 عامًا في 21 سبتمبر 1895 نتيجة مضاعفات مرض السكري وتصلب الشرايين. نُعي نبأ وفاته على نطاق واسع، حتى وصل الخبر إلى الولايات المتحدة الأمريكية، إذ نشرت صحيفة نيويورك تايمز نعيًا بعنوان: «وفاة الأستاذ أيه إف ريدبيرغ، مسيرة وأعمال ملحوظة لأحد أبرز رجال السويد». أعقب ذلك يوم حداد وطني في جميع أنحاء السويد، ويُعد قبره اليوم معلمًا وطنيًا.

تُرجمت العديد من أعماله وماتزال تُطبع حتى اليوم. تدرس أعماله على نطاق واسع في المدارس السويدية، وتعتبر قصيدته «تومتن» (سانتا أو الجني) مفضلة في عيد الميلاد، بالإضافة إلى كلمات أغنية ضوء فوق البحيرة والشاطئ. تُخلّد ذكرى هذا الشخص من خلال تسمية مجموعة من ثلاث مدارس ثانوية حكومية (جيمنازيوم) ومدرسة إعدادية واحدة في ستوكهولم، بالإضافة إلى شارع في غوتنبرغ، ومبيت طلابي، ومباني أخرى باسمه. بقي مدرجًا كمدخل فردي في العديد من الموسوعات باللغة الإنجليزية.
تكهن الباحثون والنقاد حول الحياة الشخصية والتوجه الجنسي لريدبيرغ. كتبت جوديث موفيت في إشارة إلى خطوبة فاشلة: «يمكننا أن نسرد قصة عن علاقات سرية مشبوهة خلف الكواليس مقابل حياة محترمة علانية بناء على هذه الشذرات وغيرها- وهذا ليس أمرًا مستبعدًا إن كان صحيحًا- لكن ريدبيرغ لم يتحدث علنًا قط عن حياته الخاصة في أي وقت، ويظل تقديرنا الأفضل مجرّد تخمين».
اقترح سفانبيرغ (1928) وستولبي (1978) أن ريدبيرغ كان مثليًا، بناءً على تفسيراتهما لأعمال ريدبيرغ المنشورة. أيدت موفيت (2001) نظرية ستولبي، متكهنةً بأن توجه ريدبيرغ الجنسي تطور نتيجة لفقدان والدته مبكرًا، وخلصت إلى أن ريدبيرغ كان مثليًا ولكن بتول. وجد ريدبيرغ- برأيها- أن كل أشكال التعبير الجنسي «حقيرة، أو مستحيلة، أو في أحسن الأحوال، لذيذة ولكنها قاتلة». جادل سفين ديلبلانك (1983) بأن رواية سينغوالا «عكست الرغبات والدوافع الجنسية المثلية لدى ريدبيرغ» وأن قتل بطل الرواية لابنه غير المعترف به سورجبورن «طفل الأسى» كان «إشارة ضمنية للجماع المثلي». اعترض باكمان (2004) على هذه النظرية مشيرًا إلى أنه لا يوجد «أدلة نصية» تدعم هذه «القراءة التعاطفية» لسيرة حياة ريدبيرغ.